# Apocrina
Apocrina és un tipus de glàndula que es troba a la pell, la mamella, la parpella i l'oïda. La glàndules apocrines de les mamelles secreten gotes minúscules de greix en la llet materna i les de les orelles ajuden en la formació de la cera. Les glàndules apocrines de la pell i les parpelles són glàndules sudorífiques. La majoria de les glàndules apocrines de la pell estan a les aixelles, els engonals i l'àrea al voltant dels mugrons. Les glàndules apocrines de la pell alliberen essències i, en general, les seves secrecions tenen olor. Un altre tipus de glàndula (la glàndula sudorípara eccrina o glàndula sudorípara simple) produeix la major part de la suor.